# جزر الأنتيل الهولندية في الألعاب الأولمبية
الأنتيل الهولندية في الألعاب الأولمبية كانت تقوم اللجنة الأولمبية لأنتيل الهولندية بالإشراف في شؤون مشاركة جزر الأنتيل الهولندية في الألعاب الأولمبية قبل أن تنفصل هذه الجزر في سنة 2010، شاركت جزر الأنتيل أول مرة في الألعاب الأولمبية في دورة 1952 في هلسنكي في فنلندا وكانت دورة بكين 2008 آخر دورة شاركت فيها، وقد تمكنت من الفوز بميدالية برونزية واحدة كانت في رياضة الإبحار.